# Gals
L'expressió pobles gals designa als pobles protohistòrics de celtes que residien a la Gàl·lia (Gallia en llatí), és a dir, aproximadament en els territoris de les actuals França, Bèlgica, Suïssa, Itàlia del nord i Països Baixos, probablement a partir de la primera edat del bronze (segon mil·lenni aC).
Els gals estaven dividits en molts pobles o tribus que es comprenien entre ells, que pensaven igual, que descendien tots d'una mateixa soca i que coneixien la seva genealogia. A aquests vincles d'afiliació, reals o mítics, que els creava les obligacions de solidaritat, s'afegien a més aliances que subscrivien alguns per ser considerats en la clientela d'altres per formar federacions com les dels arverns i hedus. Cadascun d'aquests pobles es va dividir en "civitas" identificades per un cap del lloc i un territori anomenat en llatí «pagus», que al seu torn se subdividia en «vicus», més o menys equivalent als cantons actuals.
Les civilitzacions gal·les s'associen en arqueologia a la civilització celta de la Tène (nom d'un jaciment descobert a la vora del llac de Neuchâtel, Suïssa). La civilització de la Tène va florir en el continent en la segona Edat del Ferro, i va desaparèixer a Irlanda durant l'alta edat mitjana.

## Societat
Els estats gals eren en general petits i els més grans intentaven exercir la supremacia sobre els altres. Els dirigents eren els rics, era doncs una plutocràcia. La principal font de riquesa eren les vinyes. Els bitúriges tenien mines de ferro.
Els celtes tenien serfs o "clients", amb el sentit que la paraula tenia també a la Itàlia romana (no pas esclaus, ja que els presoners de guerra se solien sacrificar). Els pobres no tenien terra pròpia i la posseïen en tinença dels nobles als que pagaven una renda en diners o espècies. Els nobles eren immensament rics; els rics tenien diverses dones i tenien el poder de vida o mort sobre dones i fills.
La religió dels gals era el druïdisme i els seus sacerdots eren anomenats druides. El poder dels líders religiosos, els druides, era també notable (feien de notari, astròleg, metge, científic i altres atribucions a banda de les de simple sacerdot). El druida màxim era succeït a la seva mort pel següent en mèrits (dignitas), però quant n'hi havia diversos amb els mateixos mèrits era elegit per votació i fins i tot de vegades després d'un conflicte armat; els druides eren no només líders religiosos sinó també jutges, i no participaven en els combats ni pagaven taxes.

## Llengua
Els gals parlaven diferents dialectes d'una llengua celta pertanyent a la família indoeuropea, que en l'actualitat està extingida. A la zona d'Aquitània parlaven probablement llengües basques, sent aquesta zona bastant més àmplia del que és actualment. Cap de les llengües que en aquests temps s'ha anomenat "llengua celta" prové d'aquella llengua parlada pels gals o els celtes. La llengua que es parla a la Bretanya és una herència de la gent que van arribar de la Gran Bretanya durant els primers segles de l'era cristiana.
Es coneix poca escriptura dels gals i es creu que això es deu als tabús religiosos que tenien en el tema de l'escriptura. Després del seu contacte amb grecs i romans van utilitzar l'alfabet d'uns i d'altres.

## Història

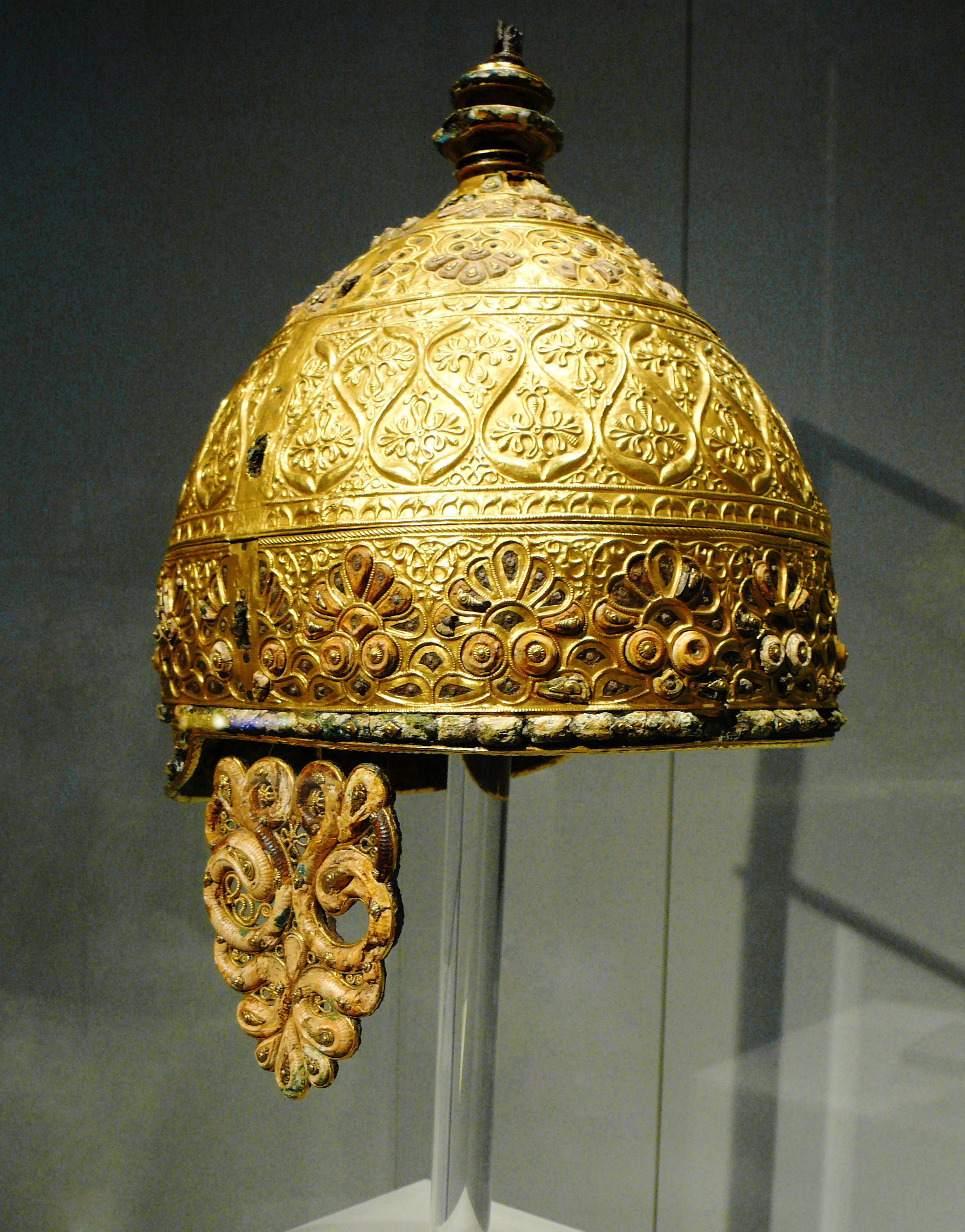
Casc d'or i corall vermell (350 aC), trobat a Agrís, Charente

Els gals (o celtes) es van estendre per tot Europa des de segles abans de l'arribada dels romans. Era gent en contínua migració, a qui els grecs van anomenar keltoi, encara que es pensa que amb aquest nom no estaven assenyalant a un únic poble, sinó a aquesta gent que es desplaçava i se situava en determinats territoris, identificant-los realment amb els hiperboreus.
Per això els historiadors i geògrafs grecs, en observar les migracions i escriure sobre els keltoi (gals) deien: "La Cèltica està més enllà dels Alps", "La Cèltica està prop dels ligurs, a Itàlia", "La Cèltica està a l'Àsia Menor (Turquia)"," La Cèltica està més enllà de les Columnes d'Hèrcules".
Aquests celtes assentats al territori que actualment ocupa tota França, van ser anomenats en l'Antiguitat pels romans gals, i el territori, Gàl·lia Transalpina. Així mateix altres grups de gals s'havien assentat al nord i centre d'Itàlia, sent anomenats pels romans gals de la Gàl·lia Cisalpina. Altres grups cèltics havien seguit el seu camí creuant els Pirineus fins a Hispània, on alguns van adoptar costums dels ibers indígenes i varen ser anomenats celtibers pels clàssics.
Alguns autors expliquen la confusió que hi va haver entre el terme llatí gallus, amb el significat de gal, i el seu homònim gallus, amb el significat de gall (au de corral), en francès coq. Segons explica el lingüista francès Paul Robert, fins a l'any 1138 s'utilitzava a França el terme Cajal (derivat del llatí gallus) per designar el gall. A partir de llavors es va usar el nom onomatopeic coq. Però en el Renaixement es va emprar el joc de paraules de l'homonímia i es va prendre com a emblema de França el gall. Segons M. Robert, a partir del segle xv es va començar a usar a França la paraula gaulois com a sinònim de celta o gal.

## Els gals d'Àsia Menor
Més tard, al segle iii aC, hi va haver una gran migració de gals cap a l'Orient, recorrent tota Grècia i arribant fins a l'Àsia Menor on, després de grans enfrontaments amb Eumenes I (rei de Pèrgam) van ser rebutjats per aquests i es van dirigir a la zona central de la Capadòcia, on es van assentar formant una regió que va passar a anomenar-se Galàcia i, per tant, els seus habitants (els gals) van passar a anomenar-se gàlates o Galatea.
Són aquells pobladors als quals es va dirigir l'apòstol Pau en la seva famosa Epístola als Gàlates. L'antiga ciutat d'Ankara, que va ser sotmesa antigament per Alexandre Magne, va passar a ser la capital d'aquesta regió, amb el nom d'Ancyra. La dinastia turca dels seljúcides la va rebatejar més tard com Angora. El nom d'Ankara va ser restablert el 1930.

## Llista de tribus gal·les
Un cop completada la conquesta de la Gàl·lia, Roma va convertir la majoria de les principals tribus gal·les en civitates i va definir així el mapa administratiu de les províncies romanes de la Gàl·lia. Aquesta organització es perpetuà més tard amb la primitiva església cristiana, les subdivisions geogràfiques de la qual es basaven en les de la Gàl·lia tardoromana, i va durar en forma de diòcesis fins a la Revolució Francesa.
La següent taula mostra les principals tribus gal·les de la Gàl·lia Transalpina i la Cisalpina, amb indicació de la seva civitates (capital romana) i l'estat a què pertany aquesta actualment.

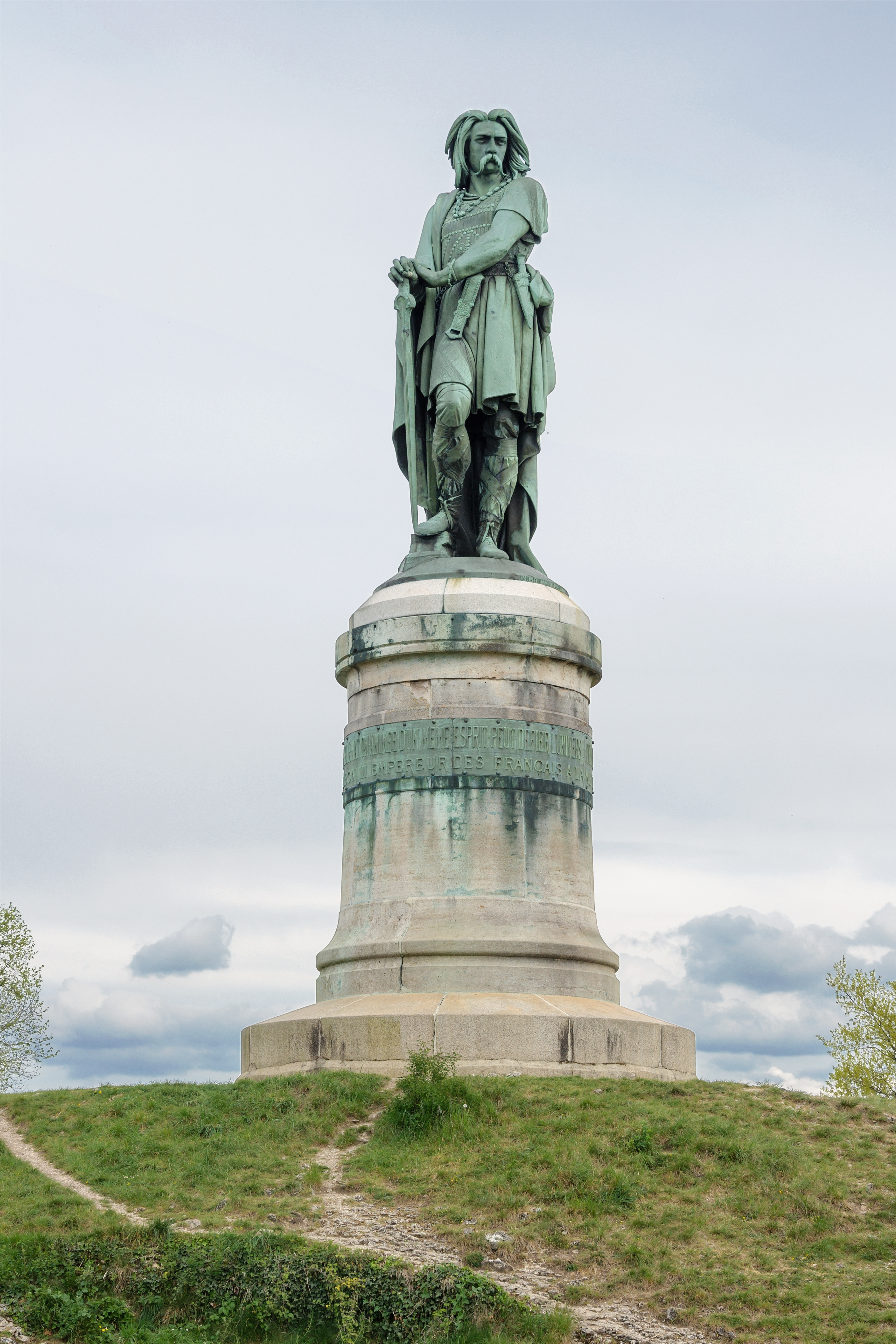
Monument a Vercingetòrix a Alèsia, prop d'Alise-Sainte-Reine

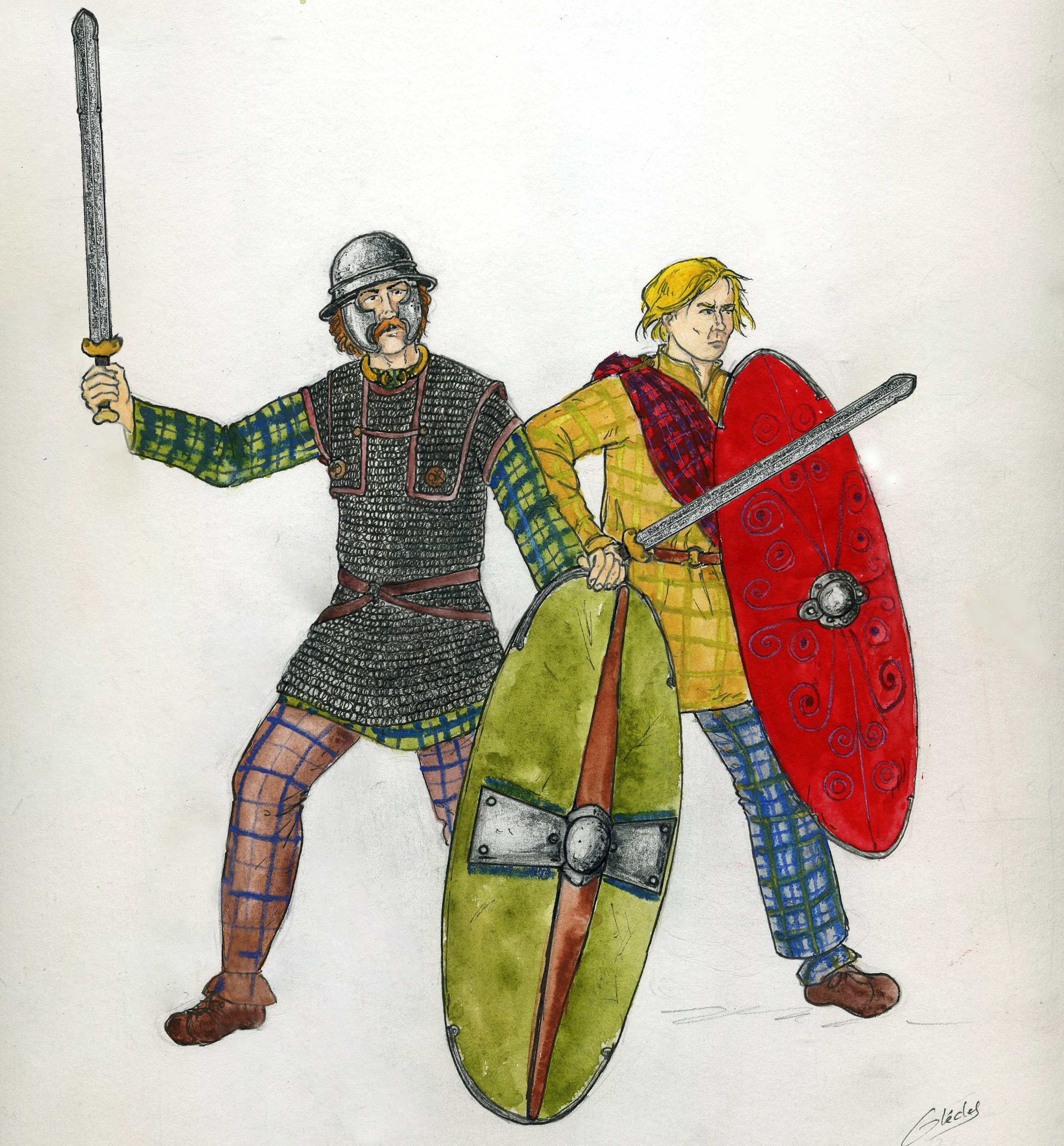
Representació de dos guerrers gals

| Tribu            | Capital                                                             | Estat actual   |
| ---------------- | ------------------------------------------------------------------- | -------------- |
| Aedui            | Bibracte                                                            | França         |
| Allobroges       | Viena del Delfinat                                                  | França         |
| Ambarri          | prop de la confluència del Roine amb el Saona                       | França         |
| Ambiani          | Amiens                                                              | França         |
| Andecavi         | Angers                                                              | França         |
| Arverni          | Gergovia (La Ròchablancha)                                          | França         |
| Atrebates        | Arràs                                                               | França         |
| Baiocasses       | Bayeux                                                              | França         |
| Belgae           | Gallia Belgica                                                      | Bèlgica/França |
| Boii Boates      | Boates (La Tèsta de Buc)                                            | França         |
| Boii             | Bolonya                                                             | Itàlia         |
| Bellovaci        | Beauvais                                                            | França         |
| Bituriges        | Bourges                                                             | França         |
| Brannovices      | prop de Mâcon                                                       | França         |
| Cadurci          | Cahors (Uxellodunum - Puy d'Issolud, Saint-Denis-lès-Martel/Vayrac) | França         |
| Carni            | Aquileia                                                            | Itàlia         |
| Carnutes         | Chartres ; Orléans                                                  | França         |
| Catalauni        | Châlons-en-Champagne                                                | França         |
| Caturiges        | Chorges                                                             | França         |
| Cenomani         | Le Mans                                                             | França         |
| Cenomani         | Brescia                                                             | Itàlia         |
| Ceutrones        | Moûtiers                                                            | França         |
| Curiosolitae     | Corseul                                                             | França         |
| Diablintes       | Jublains                                                            | França         |
| Eburones         | Tongeren                                                            | Bèlgica        |
| Eburovices       | Évreux                                                              | França         |
| Helvetii         | La Tène                                                             | Suïssa         |
| Insubres         | Milà                                                                | Itàlia         |
| Laevi            | Pavia                                                               | Itàlia         |
| Lemovices        | Llemotges                                                           | França         |
| Lexovii          | Lisieux                                                             | França         |
| Lingones         | Langres                                                             | França         |
| Mediomatrici     | Metz                                                                | França         |
| Meduli           | Médoc                                                               | França         |
| Medulli          | Viena                                                               | França         |
| Menapii          | Cassel                                                              | França         |
| Morini           | Boulogne-sur-Mer                                                    | França         |
| Namnetes         | Nantes                                                              | França         |
| Nervii           | Bavay                                                               | França         |
| Orobii           | Bèrgam                                                              | Itàlia         |
| Osismii          | Vorgium                                                             | França         |
| Parisii          | París                                                               | França         |
| Petrocorii       | Perigús                                                             | França         |
| Pictones         | Poitiers                                                            | França         |
| Raurici          | Kaiseraugst (Augusta Ràurica)                                       | Suïssa         |
| Redones          | Rennes                                                              | França         |
| Remi             | Reims                                                               | França         |
| Ruteni           | Rodez                                                               | França         |
| Salassi          | Aosta                                                               | Itàlia         |
| Santones         | Saintes                                                             | França         |
| Segusini         | Susa                                                                | Itàlia         |
| Senones          | Sens                                                                | França         |
| Sequani          | Besançon                                                            | França         |
| Suessiones       | Soissons                                                            | França         |
| Taurini          | Torí                                                                | Itàlia         |
| Tigurini         | Yverdon-les-Bains                                                   | Suïssa         |
| Tolosates        | Tolosa de Llenguadoc                                                | França         |
| Treveri          | Trèveris                                                            | Alemanya       |
| Tricastini       | Saint-Paul-Trois-Châteaux (Augusta tricast(r)inorum)                | França         |
| Turones          | Tours                                                               | França         |
| Unelli           | Coutances                                                           | França         |
| Veliocasses      | Rouen                                                               | França         |
| Vellavi          | Ruessium                                                            | França         |
| Veneti           | Vannes                                                              | França         |
| Vertamocorii     | Novara                                                              | Itàlia         |
| Viducasses       | Vieux                                                               | França         |
| Vocontii         | Vaison-la-Romaine                                                   | França         |
| Volcae Arecomici | Llenguadoc                                                          | França         |